# Dedollarisering

Wereldwijd gebruik van de US dollar en de euro:
Verenigde Staten
Externe gebruikers van de US dollar
Gebruikers van wie de valuta is gekoppeld aan de Amerikaanse dollar
Gebruikers met valuta, gekoppeld aan de Amerikaanse dollar, mits een aanpassingsmarge
Wereldwijd gebruik van de euro:
Eurozone
Externe gebruikers van de euro
Gebruikers van de euro
Gebruikers wier munteenheid aan de euro is gekoppeld met een aanpassingsmarge

Dedollarisering of de-dollarisering is het proces waarbij de Amerikaanse dollar wordt vervangen als valuta die wordt gebruikt voor:
1. de handel in aardolie en/of andere grondstoffen (d.w.z. de petrodollar)
2. aankopen van Amerikaanse dollars voor deviezenreserves
3. bilaterale handelsovereenkomsten
4. in dollar uitgedrukte activa

Onder meer om het risico op door de Verenigde Staten ingestelde sancties te ontlopen, en al dan niet ingegeven door geopolitieke motieven, zijn verschillende landen waaronder Rusland en China overgestapt op handel in nationale valuta. Ook binnen de BRICS en de Shanghai-samenwerkingsorganisatie zijn initiatieven in die zin ondernomen. 
Een ander motief, om van de dollar af te stappen, is de schuldenspiraal waarin de VS terecht is gekomen.

## Geschiedenis

### Dollar als reservemunt
Vanaf de jaren 1920, met onder meer de Conferentie van Genua, begon de Amerikaanse dollar het pond sterling te verdringen als de internationale reservemunt, omdat de Verenigde Staten relatief ongeschonden uit de Eerste Wereldoorlog waren gekomen, en de VS een belangrijke begunstigde was van de goudinstroom tijdens de oorlog. Nadat de VS tijdens de Tweede Wereldoorlog een nog sterkere wereldmacht was geworden, werd in 1944 met het systeem van Bretton Woods het naoorlogse internationale monetaire systeem ingesteld, waarbij de Amerikaanse dollar 's werelds belangrijkste reservevaluta voor de internationale handel werd en de enige naoorlogse valuta die aan goud was gekoppeld tegen $35 per troy ounce. Hoewel alle banden met goud in 1971 werden verbroken bij de Nixon-schok, speelt de dollar nog steeds een dominante rol als sleutelvaluta.

### 21e eeuw
Na Bretton Woods oefende het Amerikaanse ministerie van Financiën toezicht uit op het SWIFT-netwerk voor internationaal betalingsverkeer waardoor de Amerikaanse regering een aanzienlijke invloed kreeg op de wereldwijde financiële transacties, met de mogelijkheid om sancties op te leggen aan buitenlandse entiteiten en personen. Dat gebeurde al bij de nucleair gerelateerde sancties tegen Iran in 2012-2015, en tegen Rusland na de invasie van Oekraïne in 2022.
Sedertdien is het proces in een stroomversnelling gekomen: "dedollarisering was een periodiek terugkerend thema in de naoorlogse geschiedenis, maar is weer in beeld gekomen door geopolitieke en geostrategische verschuivingen", aldus J.P. Morgan-expert Alexander Wise.
Ter vervanging van de dollar gebruiken meer landen voor hun handelsverkeer elkaars munt, de Chinese renminbi, de Russische roebel, de Indiase roepie of (fysiek) goud.